# Chính phủ Cộng hòa Dân chủ Nhân dân Triều Tiên
Trong Chính phủ Cộng hòa Dân chủ Nhân dân Triều Tiên, Nội các là cơ quan hành chính và hành pháp. Chính phủ Triều Tiên bao gồm ba nhánh: hành chính, lập pháp và tư pháp. Tuy nhiên, các nhánh này không độc lập với nhau.

## Tổ chức
Nhà lãnh đạo phải làm việc thông qua các tác nhân khác nhau và các tổ chức của họ, có quyền trì hoãn, sửa đổi hoặc thậm chí chống lại lệnh của lãnh đạo. Các tổ chức này có thể thiết lập phong cách và định hướng chung cho chính sách đối nội và đối ngoại của CHDCND Triều Tiên, đưa ra đề xuất, đưa ra các lựa chọn chính sách và vận động chính lãnh đạo Kim.
Chính phủ cũng được xác nhận bởi Hội đồng Nhân dân Tối cao (SPA). Tổng lý, người bổ nhiệm ba Phó Thủ tướng và các bộ trưởng của chính phủ, đứng đầu nội các. Chính phủ bị chi phối bởi Đảng Công nhân Triều Tiên (WPK) cầm quyền, kể từ khi Triều Tiên thành lập năm 1948.
Nội các hiện có quyền giám sát và kiểm soát Ủy ban Nhân dân lâm thời Triều Tiên (LPC) liên quan đến các nền kinh tế và chính quyền địa phương. Khi Hội đồng Hành chính Nhà nước (SAC) được thay thế bởi Nội các, Ủy ban Hành chính và Kinh tế Địa phương (LAEC) đã bị bãi bỏ và các chức năng của nó liên quan đến chính trị địa phương được chuyển đến LPC. Dưới thời Kim Jong-il, quyền lực của nội các đã được nâng lên ngang bằng với Đảng Công nhân Hàn Quốc (KWP) và Lực lượng mặt đất của Quân đội Nhân dân Triều Tiên. (KPA) 
Tổng bí thư của Đảng không còn đồng thời giữ chức chủ tịch LPC, đã được cựu chủ tịch LAEC tiếp quản. Do đó, LPC độc lập về mặt lý thuyết với Đảng địa phương và chịu sự kiểm soát của Nội các. Vị thế của LPC là cơ quan điều hành địa phương, về nguyên tắc, trở nên cao hơn trước.
Economist Intelligence Unit liệt kê Triều Tiên ở vị trí với tư cách trong Chỉ số Dân chủ năm 2012 với 168 quốc gia.